# Ausschließlichkeitsrecht
Ausschließlichkeitsrecht ist ein im Gewerblichen Rechtsschutz gebräuchlicher Begriff für ein monopolähnliches subjektives Recht, das ein (positives) Benutzungsrecht und ein (negatives) Verbotsrecht umfasst.

## Patent- und Gebrauchsmusterrecht
Im Patentrecht ist § 9 Satz 1 PatG und im Gebrauchsmusterrecht § 11 Abs. 1 Satz 1 GebrMG einschlägig. Die genannten Normen besagen, dass ausschließlich der Patent- bzw. Gebrauchsmusterinhaber befugt ist, die patentierte Erfindung zu benutzen. Ohne Zustimmung des Patent- bzw. Gebrauchsmusterinhabers ist es jedem Dritten nach § 9 Satz 2 PatG bzw. nach § 11 Abs. 1 Satz 2 GebrMG verboten, ein Erzeugnis, das Gegenstand des Patents bzw. des Gebrauchsmusters ist, herzustellen, anzubieten, in Verkehr zu bringen oder zu gebrauchen oder zu den genannten Zwecken entweder einzuführen oder zu besitzen. Sofern es sich bei der patentierten Erfindung um ein Verfahren handelt, verbietet Nr. 2 der vorgenannten Vorschrift des Patentgesetzes, das Verfahren anzuwenden oder unter bestimmten Voraussetzungen zur Anwendung anzubieten. Nr. 3 der in Rede stehenden Norm verbietet unter bestimmten Voraussetzungen, unmittelbare Erzeugnisse des patentierten Verfahrens anzubieten, in Verkehr zu bringen oder zu gebrauchen oder zu den genannten Zwecken entweder einzuführen oder zu besitzen.
Patent und Gebrauchsmuster haben darüber hinaus die Wirkung, dass Dritten mittelbare Benutzungshandlungen verboten sind, § 10 PatG bzw. § 11 Abs. 2 GebrMG.
Wie sich aus den obigen Ausführungen und Normen ergibt, wirken Patent und Gebrauchsmuster in erster Linie im negativen Sinne als Verbotsrechte; daher die Bezeichnung „Ausschließlichkeitsrecht“.
Ausnahmen von den negativen Wirkungen enthalten § 11 PatG bzw. § 12 GebrMG. Diese Beschränkungen erstrecken sich im Wesentlichen auf Handlungen im privaten Bereich und zu Versuchszwecken sowie auf Fahrzeuge im vorübergehenden grenzüberschreitenden Verkehr. Eine weitere Ausnahme stellen dar die unmittelbare Einzelzubereitung von Arzneimitteln in Apotheken aufgrund ärztlicher Verordnung sowie Handlungen, welche die auf diese Weise zubereiteten Arzneimittel betreffen, § 11 Nr. 3 PatG.

## Markenrecht
Anders als im Patent- und Gebrauchsmustergesetz findet die „Ausschließlichkeit“ des dem Markeninhaber gewährten Rechts im Markengesetz ausdrückliche Erwähnung: Gemäß § 14 Abs. 1 MarkenG gewährt der Erwerb des Markenschutzes nach § 4 MarkenG dem Inhaber der Marke ein „ausschließliches“ Recht. Der Erwerb des Markenschutzes kann erfolgen: durch die Eintragung eines Zeichens als Marke in das Markenregister (Nr. 1 der gen. Norm), durch die Benutzung eines Zeichens bei Erwerb von Verkehrsgeltung als Marke (Nr. 2 der gen. Norm) oder durch die notorische Bekanntheit einer Marke (Nr. 3 der gen. Norm).
Neben den Marken schützt das Markengesetz gemäß § 1 Nr. 2 MarkenG geschäftliche Bezeichnungen (Unternehmenskennzeichen und Werktitel) und – gemäß Nr. 3 der vorgenannten Norm – auch geographische Herkunftsangaben.
Die Verbotswirkung des Markenschutzes ist Gegenstand von § 14 Abs. 2 Nr. 1 bis 3, Abs. 3 Nr. 1 bis 5 und Abs. 4 Nr. 1 bis 3 MarkenG. Danach ist es Dritten untersagt, im geschäftlichen Verkehr ohne Zustimmung des Markeninhabers Zeichen zu benutzen, welche die in der vorstehenden Norm detailliert aufgeführten Voraussetzungen erfüllen. Dabei erstreckt sich die Verbotswirkung in erster Linie auf mit der geschützten Marke identische oder ähnliche Zeichen, sofern die durch die Marke und das gegnerische Zeichen erfassten Waren oder Dienstleistungen identisch oder ähnlich sind und hierdurch die Gefahr von Verwechslungen oder einer gedanklichen Verbindung der beiden gegenüberstehenden Kennzeichen besteht.

## Designrecht
Auch das Designrecht spricht ausdrücklich von einem „ausschließlichen“ Recht: Gemäß § 38 Abs. 1 DesignG gewährt das eingetragene Design seinem Rechtsinhaber das ausschließliche Recht, es zu benutzen und Dritten zu verbieten, es ohne seine Zustimmung zu benutzen. Das dem Rechtsinhaber vorbehaltene Benutzungsrecht und die Verbotsvorschriften entsprechen den betreffenden Vorschriften des Patent- und Gebrauchsmusterrechts (siehe oben). Dies gilt auch im Wesentlichen hinsichtlich der Ausnahmen von den Verbotsvorschriften; vgl. § 14 DesignG.

### (Weitere) Gemeinsamkeiten mit dem Patent- und Gebrauchsmusterrecht
Während das Markenrecht ein Ausschließlichkeitsrecht nur auf die Kennzeichnung von Produkten (oder Dienstleistungen) gewährt, nicht aber auf die so gekennzeichneten Produkte (bzw. Dienstleistungen) als solche, sind Designs, ebenso wie Patente und Gebrauchsmuster, gegenständliche Schutzrechte. D. h., es werden jeweils Produkte (im Falle von Patenten auch noch Verfahren und durch die geschützten Verfahren hergestellte Produkte) vor Nachahmung geschützt.
Zwar schützen Patent- und Gebrauchsmusterrecht nur technische Merkmale (sofern neu, erfinderisch und gewerblich anwendbar, § 1 Abs. 1 PatG) des betreffenden Gegenstands (bzw. Verfahrens), während das Designrecht nur dessen ästhetische Wirkung, also ästhetisch wahrnehmbare Farb- und/oder Formgestaltungen, schützt, sofern das betreffende „Muster“ neu ist und Eigenart hat, § 2 Abs. 1 DesignG.
Im Ergebnis kann somit die (zu gewerblichen Zwecken erfolgende) Nachahmung eines Gegenstands, auf den sowohl ein Patent erteilt (bzw. Gebrauchsmuster eingetragen) als auch ein Design angemeldet ist, nicht nur durch das technische und das Design-Schutzrecht gemeinsam, sondern auch durch jedes der beiden Schutzrechte für sich allein untersagt werden.

## Differenzierung: Ausschließlichkeitsrecht – Monopol
Vordergründig könnte man – wegen des dem Ausschließlichkeitsrecht innewohnenden Verbietungsrechts – die Begriffe Ausschließlichkeitsrecht und Monopol gleichsetzen. Eine diesbezügliche Auffassung vertritt in jüngerer Zeit die neoliberale so genannte Freiburger Schule, als deren radikaler Vertreter G. Gather gilt, der sagt: „Es genügt, von den störenden hemmenden oder zersetzenden Wirkungen der Patentgesetzgebung als Tatsache auszugehen.“ Auch Walter Eucken sieht – wobei er sich auf den Patentschutz bezieht – in Ausschließlichkeitsrechten starke monopolistische Züge, wenngleich er das Patentrecht nicht vollständig abschaffen möchte, sondern nur „wesentlich lockern“, etwa in Form einer Art unbeschränkter Zwangslizenz.
Eine „Lockerung“ des Ausschließlichkeitsrechts gegenüber dem („reinen“) Monopol besteht freilich bereits in der zeitlichen Begrenzung der durch Patent, Gebrauchsmuster und Designschutz verliehenen Ausschließlichkeitsrechte. (Bei Marken entfällt allerdings eine zeitliche Begrenzung. Diese können nach 10-jähriger Laufzeit, § 47 Abs. 1 MarkenG, immer wieder um weitere 10 Jahre verlängert werden, § 47 Abs. 2 MarkenG).
Um den Unterschied zwischen einem durch Patent, Gebrauchsmuster oder Designschutz erworbenen Ausschließlichkeitsrecht und einem Monopol deutlich werden zu lassen, ist zunächst der Monopolbegriff einer näheren Betrachtung zu unterziehen. So sollte ein Monopol realistischerweise im wirtschaftlichen Sinne verstanden werden. Das ist dann der Fall, wenn es seinem Inhaber ermöglicht, Monopolgewinne zu erzielen. Bei Patenten und Gebrauchsmustern sind aber solche ein Monopol kennzeichnenden Gewinnmöglichkeiten nur mit großen Einschränkungen zu bejahen. Es sind dies die (heute sehr selten gewordenen) Fälle, in denen Patente (bzw. Gebrauchsmuster) einen derartig großen Fächer von Produktvarianten abdecken, dass es Konkurrenten des Patentinhabers nicht gelingt, ein solches Patent mit Substitutprodukten zu umgehen. In den meisten Fällen initiieren jedoch Patente (bzw. Gebrauchsmuster) geradezu die Entstehung von Substituterzeugnissen, so dass Abnehmer auf diese ausweichen können, was die Gewinnerwartungen und -möglichkeiten für den Patent- oder Gebrauchsmusterinhaber naturgemäß erheblich schmälert.
Formaljuristisch mag also ein Ausschließlichkeitsrecht ein Monopol sein, nicht oder allenfalls sehr selten jedoch im (entscheidenden) wirtschaftlichen Sinne. Dies gilt umso mehr für die durch Design oder Marke verkörperten Ausschließlichkeitsrechte: Hier ist es dem Marktteilnehmer in jedem Fall möglich, auf Produkte mit nicht geschützter Formgebung bzw. Kennzeichnung auszuweichen.